# ایرترانس
ایرترانس (به انگلیسی: Airtransse) یک شرکت هواپیمایی است که در تاریخ ۱۹۹۷ میلادی تأسیس شده است.
قطب این شرکت هواپیمایی در فرودگاه هاکوداته قرار دارد و پروازهای مستقیمی به فرودگاه نیو چیتوز انجام می‌دهد.